# Dị ứng nhựa cao su
Dị ứng nhựa cao su là một thuật ngữ y khoa bao gồm một loạt các phản ứng dị ứng với các protein có trong mủ cao su tự nhiên. Dị ứng nhựa cao su thường phát triển sau khi tiếp xúc nhiều lần với các sản phẩm có chứa mủ cao su tự nhiên.Khi các thiết bị hoặc dụng cụ y tế chứa nhựa cao su có tiếp xúc với màng nhầy, các màng có thể hấp thu các protein cao su. Hệ miễn dịch của một số cá thể nhạy cảm tạo ra các kháng thể phản ứng miễn dịch với các protein kháng nguyên này. Vì nhiều vật phẩm có chứa hoặc được làm từ cao su tự nhiên, bao gồm đế giày, dây thun, găng tay cao su, bao cao su, núm vú bình sữa em bé và bóng bay, có rất nhiều cách phơi nhiễm để phản ứng dị ứng xảy ra. Những người bị dị ứng nhưa cao su cũng có thể có phản ứng dị ứng với một số loại trái cây, chẳng hạn như chuối.

## Nguy cơ yếu tố
- Trẻ em bị nứt đốt sống. Lên đến 68% sẽ có phản ứng.
- Công nhân cao su công nghiệp, phơi nhiễm trong thời gian dài với lượng mủ cao su. Khoảng 10% phát triển phản ứng dị ứng.
- Nhà cung cấp dịch vụ chăm sóc sức khỏe. Với việc sử dụng phổ biến các sản phẩm cao su trong các cơ sở chăm sóc sức khỏe, việc quản lý dị ứng nhựa cao su thể hiện các vấn đề về sức khỏe nghiêm trọng. Những nhân viên y tế—chẳng hạn như bác sĩ, y tá, trợ lý, nha sĩ, chuyên viên vệ sinh răng miệng, nhân viên phòng điều hành, chuyên gia trị liệu nghề nghiệp, kỹ thuật viên phòng thí nghiệm và nhân viên vệ sinh bệnh viện—nnhững người thường xuyên sử dụng găng tay cao su và các vật dụng y tế có chứa nhựa cao su khác có nguy cơ bị dị ứng nhựa cao su. Khoảng 4% đến 17% nhân viên y tế có phản ứng, thường có biểu hiện như viêm da tiếp xúc gây kích ứng. Viêm da tiếp xúc này có thể phát triển thêm thông qua sự nhạy cảm dị ứng với tình trạng sốc phản vệ hoàn toàn. Ngoài những khó chịu và trong một số trường hợp, các tác động sức khỏe đe dọa tính mạng.  điều này có hiệu quả sẽ cản trở người làm việc với bất kỳ số lượng cao su và có thể cản trở cơ hội duy trì nghề nghiệp của họ. Trong bối cảnh phẫu thuật, nguy cơ của một phản ứng dị ứng đe dọa tính mạng tiềm ẩn của bệnh nhân đã được Bệnh viện Johns Hopkins coi là đủ cao để thay thế tất cả găng tay cao su phẫu thuật bằng phương pháp tổng hợp thay thế.
- Những người đã có nhiều thủ tục phẫu thuật, đặc biệt là trong thời thơ ấu.

## Dịch tễ học
Ước tính độ nhạy mủ trong phạm vi dân số nói chung từ 0,8% đến 8,2%.